# 帝王蠍
帝王蠍（学名：Pandinus imperator），又名將軍巨蠍，是非洲的一種蠍子。牠們是世界第二大的蠍子（第三長），最大長約 20（7.9英寸），體重達 30克（0.066英磅）；目前記錄體型最大的蠍子為紅爪雨林蠍，體長可達 23（9.1英寸）。飼養的帝王蠍壽命一般介乎5-8歲，而在野外的壽命會較短。按照大小比例，牠們的毒性較低，故成為了寵物市場的常客。因為過度捕獵，牠們受到威脅至接近滅絕，現獲《瀕危野生動植物種國際貿易公約》的保護。其近親包含了紅爪蠍。

## 獵物及掠食者
野外的帝王蠍主要是吃白蟻的；而飼養的則是吃蟋蟀、蟑螂及黃粉蟲。牠們也會吃細小的老鼠及蜥蜴。牠們是穴居的，會以前肢來挖穴。牠們的巢穴只是石間的空洞或是地底下的6尺的地方。在野外，帝王蠍會挖至白蟻丘，並住在那裡。
帝王蠍會被寄生的黃蜂及蒼蠅、鳥類、爬行類及兩棲類所掠食。另外，猴子、獴科、齧齒目及人類等哺乳動物都會掠食帝王蠍。
帝王蠍像其他蠍子般都是膽小及隱居的。牠們大部份時間都會躲在穴中，只在覓食時才會現身。當受驚時，牠們先會選擇逃走，但若被圍堵時，則會架起反擊姿勢。牠們會向著敵人舉起及打開雙鉗，將尾巴彎曲至背上。若依然受到騷擾，牠們會螫或以鉗擰對方。牠們的鉗十分強壯，可以將鉛筆剪開兩段。牠們的螫針雖然有毒，但對人卻有不同的影響：有些會感覺劇痛，也有些只感到像被蜜蜂所蜇。

## 繁殖
帝王蠍是卵胎生的。妊娠期可以長達9-18個月，視乎溫度及食物供應，每次平均生12隻幼蠍。幼蠍出生時非常脆弱，未能保護自己。母蠍會照顧自己的幼蠍。幼蠍初時會待在母蠍的背上。隨著蛻皮及長大，牠們會離開母蠍背，開始自行覓食。最初幾個月，當受驚時牠們會回到母蠍的背，一直到牠們能自行挖巢穴及獨立。

## 保育狀況
其被列為《瀕危野生動植物種國際貿易公約》附錄二的物種，被限制出口及貿易。

## 商業用途
在非洲，帝王蠍是一些土著的食物。牠們也會被捕捉來作為寵物。由於帝王蠍較為溫馴及毒性較弱，1999年的《盜墓迷城》、2002年的《魔蠍大帝》及2008年的《奪寶奇兵之水晶骷髏國》拍攝時也有使用帝王蠍。

## 對紫外線的反應
帝王蠍雖然全身接近黑色，但在紫外線照射下牠們會發出藍綠色。只有成蠍會出現這種情況，幼蠍的殼並沒有這種發光物質。捕捉者很多時會用紫外光照射來探測帝王蠍。

## 外部連結
- 帝王蠍的飼養
- 幼蠍的照片
- 帝王蠍的照片 （页面存档备份，存于）